# بنو جشم
بني جُشم قبيلة هوازنية قيسية مضرية عدنانية جاهلية، ينتمي إليها الصحابي مالك بن نضلة الجشمي، والفارس الجاهلي دريد بن الصمة، والمحدث عبيد الله بن رماحس القتيبي الجشمي، وديارهم الأصلية الحجاز تهامة عسير جبال السروات

## نسبهم
اختلف في نسبهم بين قولين وهم:
- جشم بن معاوية[10][11][12] بن بكر بن هوازن بن منصور بن عكرمة بن خصفة بن قيس عيلان بن مضر بن نزار بن معد بن عدنان.[13] وهو الاصح مثل ما ذكر ابن الأثير.[10] واتفق على هذا النسب ايضا: ابن كثير،[14] وابن حزم،[15] وابن الكلبي.[16]

امه برواية نسبه لمعاوية:
- مليكة بنت جشم بن حبيب التغلبي[17]

وانقسمت اسماء اخوة جشم بين روايتين وهم:
- نصر
- جبل
- عوف
- جنة ولا يعرف ان كان فتى أو فتاة

وهولاء اخوته حسب رواية نسبه لسعد اما الرواية الثانية لنسبته لمعاوية:
- صعصعة
- نصر
- الحارث
- جحوش
- جحاش
- عوف
- شيبان
- دحوة
- دحية
- السباق
- زريق[18]

انجب جشم:
- غزية بن جشم
- عصيمة بن جشم
- عدي بن جشم
- عامر بن جشم[19]
- نضيرة بنت جشم تزوجها فزارة بن ذبيان الغطفاني[20]
- رقية بنت جشم[21]

### أقرب القبائل نسبا لبني جشم

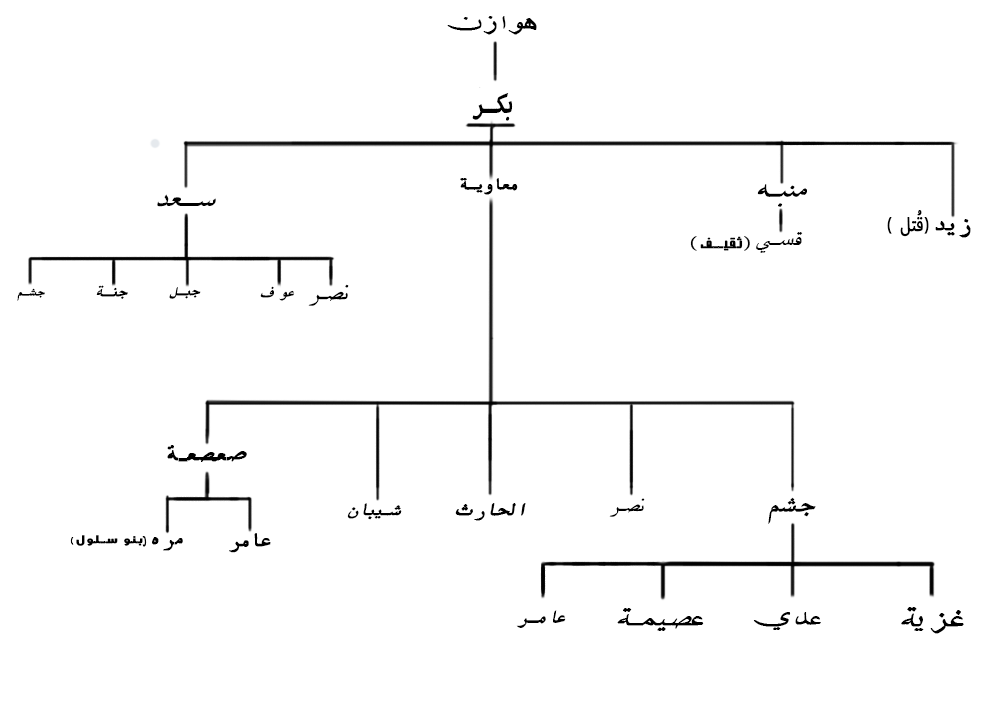
شجرة فروع بكر بن هوازن

أقرب القبائل نسبا لبني جشم هي قبيلة بني نصر بن معاوية (اخوتهم) ثم بني سعد (قبيلتهم الأم حسب رواية نسبه لسعد) ثم ثقيف وكل من نسب لمعاوية بن بكر

## فروع بني جشم
تنقسم بني جشم في الجاهلية إلى:

### غزية
وغزية قبيلة ضخمة ومستقله وكانت منازلهم مع قومهم باسروات بين تهامة ونجد وبعد الإسلام انتشرت في العراق وفي المغرب العربي وهم رهط دريد بن الصمة والمحدث عبيد الله بن رماحس وبطون غزية الاساسية:
- عتيبة بن غزية
- جداعة بن غزية
- عتوارة بن غزية
- حمي بن غزية

وأما عتيبة بن غزية فمنهم عبيد الله بن رماحس، وجداعة بن غزية منهم الفارس الجاهلي دريد بن الصمة، وعتوارة بن غزية منهم حناك بن ثابت الشاعر والفارس شارك في يوم الغميم على كنانة.

### عدي
وهم بنو عدي بن جشم ويتفرع لثلاث فروع وهم:
- زمان
- مازن
- حرام

منهم أبو أسامة معاوية بن زهير العدوي حليف بني مخزوم قيل أنه قاتل سعد بن معاذ في غزوة الخندق

### بني عصيمة
وهم بني عصيمة بن جشم ويقال حاليا انهم فخذ العصمة من قبيلة عتيبة، وهذا قول غير مؤكد بسبب تأكيد العصمة بانتسابهم لبني سعد بن بكر. وفروعهم:
- كعب
- عقبة

منهم صاحب عبد الله بن مسعود وهو أبو الأحوص عوف بن مالك ومنهم الشاعر رفاعة بن دراج العصمي والصحابي مالك بن نضلة.

### بني عامر
وهم بني عامر بن جشم ومنهم:
- الأمرار[37][38]

وهم بنو قيس بن عامر بن جشم وهو لقب لجدهم قيس وهو قاتل هاشم بن حرملة.

### فروع أخر
وهم فروع صغرى وهم كتالي:
- الرماحسي فرع من عتيبة بن غزية.[39]
- الأعقلي فرع من جداعة[39]
- الحتفي فرع من جداعة[39]
- العلقي فرع من جداعة[39]
- الحقي فرع من جداعة[40]
- الزهيري فرع من جداعة[40]
- الصامتي فرع من عتوارة[39]
- المالكي منهم الشاعر سري بن عبد رب الجشمي[19]
- الخصافي[39]
- العروي
- الوحوحي[41]
- البطنان أو البطنين أو آل بطن وهم فرع يسكن نجد والعراق والشام واختلف في نسبهم حيث قال القلقشندي بانهم من طيء[42] وقال السويدي بانهم من غزية هوازن،[43] وفروعهم:[43][44]
- آل روق وهم غير عن الروقة من عتيبة.
- آل دعيج ومنهم آل بطيح[45]
- آل رفيع
- آل سرية
- آل مسعود
- آل تميم
- آل شمردل[46]
- الاجود وهم فرع بجانب البطنان وهم:[43][44]
- آل منيع
- آل سنيد[47]
- آل سند[45]
- آل سنان أو منال
- آل أبي الحزم
- آل علي
- آل مسافر
- آل عقيل
- بنو ساعدة وهم غير عن الاساعدة من عتيبة
- أولاد الكافرة
- آل بعيج
- آل حميد وقيل بنو جميل[46]
- آل أبي مالك
- غالب[46]

## ديار بني جشم
لا تزال جشم من القبائل التي لم تترك ديارها منذ نشأتها حتى الآن فقد نشأ هؤلاء القوم في الأماكن الحالية وادي العقيق والسيل الصغير ومن أبارهم القديمة: حراضة وبواته وعدامه وهني بنجد وبريم وذكر صاحب كتاب نهاية الأرب في معرفه أنساب العرب للقلشندي أن مساكن جشم هي جبال السروات في الحجاز بين نجد وتهامة وأنتقل البعض منهم إلى بلاد المغرب في تغريبه بني هلال أبناء عمهم وكذلك أنتقل البعض إلى اليمن ومصر في موجة الهجرات العربية من الجزيرة العرب، وقد أمتد ديار بني جشم حتى ديار عبس وغطفان وبني أسد في نجد العهد الجاهلي وجرت بين هذه القبائل حروب مشهورة في الجاهلية ياقوت الحموى في معجمة «معجم البلدان» واليكرى في «معجم ما استعجم» ديار جشم سابقا التي تمتد من السروات حتى نجد ومن مواردهم حراضه في حضن والكحلة واليردان وعدامه بنجد وعتايد، أوقاح قرب كلاخ ذكره الهمداني في صفة وقد وصف سوق عكاظ ٠ وفي صحراءركبة الركابة والمداره والذويب قرب نحجد وبقعة وقراش وبنات والقليب وهذه جميعها مياه ومن جبال جشم: بس وهو حرة قطل.على قرية عشيرة الآن في الجهة الشمالية عذها ولازال لهم الكثير ولكن الملخص منها سكنهم في جبال السروات وفي أوساط نجد وهاجرو للمغرب العربي تونس والجزائر والمغرب والخ

## تحالف غزية مع طيء
بعد الفتوحات الإسلامية هاجرت الكثير من القبائل العربية إلى الشام وشمال إفريقيا وهذا ما جعل بنو جشم ضعيفين في ديارهم بجانب طيء وحدث تحالف ما بين القرن 13 إلى القرن 14 بين طيء وغزية بنو جشم وهذا ما تسبب بضن بعض المؤرخين امثال القلقنشدي بانه غزية من طيء بذكره آل روق من غزية بانهم من قبيلة طيء عكس ما قاله السويدي صاحب كتاب "سبائك الذهب" وهذا التحالف بقي قائما حتى سنة 900 هـ وما بعده حيث بدأت معارك اشراف الحجاز وبني لام من طيء من ما تسبب بنهيار حكم طيء بنجد تحديدا بني لام وتشتت بني لام وهذا أيضا ما جعل حلفاء طيء غزية تتشتت ومنهم من هرب إلى العراق ومنهم من دخل لاجئ في بعض القبائل ويقال احدها قحطان وتسببت هذه الأحداث بجعل اعداد بنو جشم قليلة جدا ولم يتبقى فروع معروفة غير بنو ساعدة وآل دعيج وآل مسعود وآل حميد وهناك من رجح تحالف غزية وطيء من الجاهلية حيث ذكر زيد بن جبير الطائي الجشمي من بنو جشم هوازن.

## مشاهير من بني جشم
- الصمة الأكبر فارس جاهلي.[56]
- الصمة الأصغر فارس جاهلي.
- دريد بن الصمة فارس جاهلي.
- عبيد الله بن رماحس القتيبي القيسي الجشمي محدث.
- حناك بن ثابت فارس وشاعر.[57]
- منصور الطنبذي
- رفاعة بن دراج
- مالك بن نضلة الجشمي صحابي
- أبو الأحوص الجشمي محدث.
- شيطان بن مدلج الجشمي، صاحب الفرس المشهور حُمَيْزَة.[58]
- أبو أسامة العدوي
- قيس بن سعد بن عجل
- أبو عيسي محمد بن أحمد الجشمي
- أبو الحصين عثمان بن عصام الجشمي[48]
- جعدة بن خالد بن الصمة الجشمي[59]